# Coccoloba howardii
Coccoloba howardii är en slideväxtart som beskrevs av Castañeda. Coccoloba howardii ingår i släktet Coccoloba och familjen slideväxter. Inga underarter finns listade i Catalogue of Life.